# Andong
Andong (coréen : 안동) est une ville de la province de Gyeongsang du Nord, en Corée du Sud. C'est la plus grande ville de la partie nord de la province, avec environ 185 000 habitants. Sa position est 36° 34' Nord, 128° 43' Est. Elle est située sur le fleuve Nakdong. Andong est une ville de marché pour sa zone qui est essentiellement agricole.
Depuis les années 1970, Andong a eu une croissance rapide, malgré l'exode de près de 70 000 personnes vers Séoul et d'autres grandes villes. Depuis la fin des années 1990 elle est devenue un centre de tourisme et de culture. En effet, beaucoup de traditions anciennes sont encore vivaces aux alentours et attirent les visiteurs, surtout lors du festival folklorique annuel d'Andong. En particulier les masques du village de Hahoe à 25 km d'Andong sont célèbres en Corée. Ils étaient utilisés pour des danses rituelles et des pièces satiriques.
L'université nationale d'Andong, spécialisée dans l'éducation et le folklore coréen, a eu une croissance importante depuis les années 1970.

## Histoire
Aux alentours de l'an 1 avant notre ère, la peuplade Jinhan fonda la ville de Gochang qui est devenue l'actuelle Andong. Pendant la période des trois royaumes, cette région faisait partie du royaume de Silla. La bataille de Gochang y opposa en 930 les forces de Hubaekje et l'armée de Goryeo menée par son roi Wanggeon, qui prit le contrôle de la ville et lui donna son nom actuel.
Sous la dynastie Joseon, Andong devint un centre important pour le confucianisme en Corée. La région fut longtemps extrêmement conservatrice et de nombreux lettrés confucianistes célèbres y furent formés, comme Yi Hwang (1501-70), un des plus importants lettrés de l'histoire coréenne. Pendant cette période, Andong et ses principales familles avaient une influence certaine dans les cercles politiques coréens.
Après le XVIe siècle, Andong perdit de son influence, jusqu'à ce qu'un mariage de la famille Kim locale lui redonne une influence forte dans la famille royale.

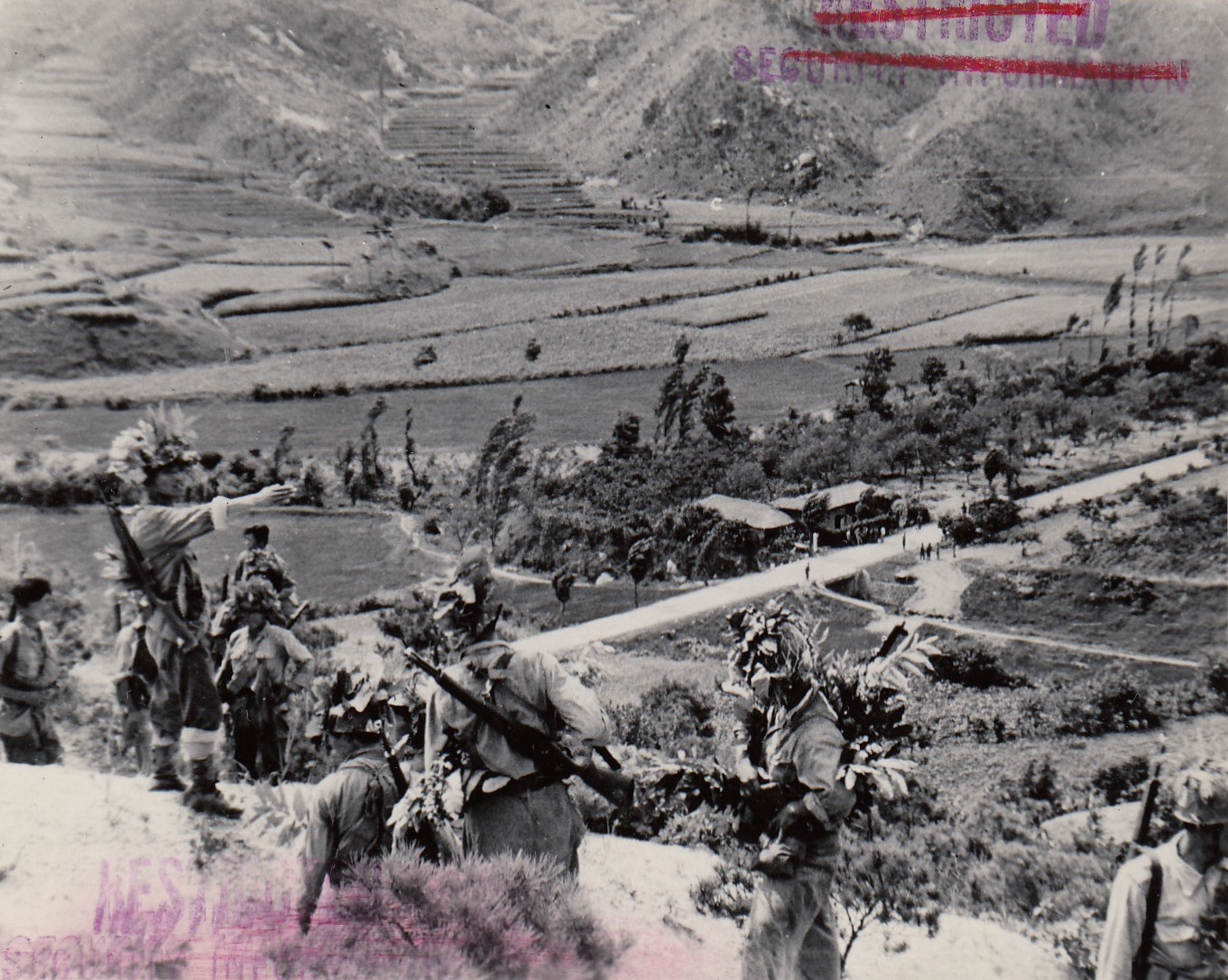
Soldats sud-coréens près d'Andong pendant la guerre de Corée, 6 août 1950.

Andong fut le siège de violents combats pendant la guerre de Corée dans les années 1950. Elle fut presque entièrement détruite mais rapidement rebâtie. Le barrage d'Andong, construit en 1976 fut une étape importante en lui assurant une source sûre d'énergie électrique.
En 1999, la reine Elizabeth II du Royaume-Uni célébra son 73e anniversaire dans la ville.

## Climat
| Mois                                  | jan.       | fév.       | mars       | avril     | mai       | juin      | jui.      | août      | sep.      | oct.      | nov.       | déc.     | année      |
| ------------------------------------- | ---------- | ---------- | ---------- | --------- | --------- | --------- | --------- | --------- | --------- | --------- | ---------- | -------- | ---------- |
| Température minimale moyenne (°C)     | −7,4       | −5,3       | −0,5       | 5,2       | 10,8      | 16,1      | 20,6      | 20,9      | 15,4      | 7,7       | 0,6        | −5,2     | 6,6        |
| Température moyenne (°C)              | −2,2       | 0,2        | 5,3        | 12,2      | 17,4      | 21,4      | 24,3      | 24,8      | 19,8      | 13,2      | 6,1        | 0        | 11,9       |
| Température maximale moyenne (°C)     | 3,6        | 6,4        | 11,8       | 19,4      | 24,2      | 27,4      | 29        | 29,8      | 25,5      | 20,3      | 12,8       | 6        | 18         |
| Record de froid (°C) date du record   | −20,4 2013 | −18,6 2012 | −11,5 2004 | −4,3 1991 | 1,8 1976  | 6,1 2010  | 11,8 1976 | 12 1991   | 4 1987    | −4,2 1986 | −11,8 1992 | −16 1973 | −20,4 2013 |
| Record de chaleur (°C) date du record | 13,2 2013  | 23,2 2021  | 25,5 2014  | 32,1 2005 | 35,1 2000 | 35,7 2020 | 38,9 2018 | 38,8 2018 | 34,8 1975 | 29 1977   | 25,1 2011  | 17 1987  | 38,9 2018  |
| Ensoleillement (h)                    | 185,4      | 183        | 200,6      | 218,7     | 224,5     | 190,4     | 148,9     | 167,1     | 150,9     | 181,7     | 164,7      | 177,8    | 2 193,6    |
| Précipitations (mm)                   | 20,1       | 26,9       | 44,9       | 68,2      | 91,5      | 136,8     | 244,3     | 217,8     | 131,9     | 36,9      | 30,6       | 16,6     | 1 066,4    |
| Nombre de jours avec précipitations   | 5,3        | 5,8        | 7,4        | 7,9       | 9,2       | 10,1      | 14,1      | 13,2      | 9,5       | 5,9       | 6,2        | 5,4      | 100        |
| Humidité relative (%)                 | 61,6       | 60,1       | 59,8       | 56,7      | 63        | 71,3      | 79,3      | 78,6      | 77,8      | 73,3      | 68,8       | 64,4     | 67,9       |
| Nombre de jours avec neige            | 6,2        | 3,9        | 3,1        | 0,2       | 0         | 0         | 0         | 0         | 0         | 0         | 0,7        | 4        | 18         |

| Diagramme climatique                                  |             |              |             |              |               |             |               |               |             |             |           |
| J                                                     | F           | M            | A           | M            | J             | J           | A             | S             | O           | N           | D         |
| 3,6−7,420,1                                           | 6,4−5,326,9 | 11,8−0,544,9 | 19,45,268,2 | 24,210,891,5 | 27,416,1136,8 | 2920,6244,3 | 29,820,9217,8 | 25,515,4131,9 | 20,37,736,9 | 12,80,630,6 | 6−5,216,6 |
| Moyennes : • Temp. maxi et mini °C • Précipitation mm |             |              |             |              |               |             |               |               |             |             |           |

## Personnalités liées à la ville
- Cho Yoon-jeong (1979-), tenniswoman
- Ji Han-jae (1936-), fondateur du Sin Moo Hapkido
- Kim Byung-chul (1974-), acteur
- Kim Chang-Dong dit Canna (2000-), joueur esport de League of Legends
- Kim Jong-gil (1926-2017), poète
- Kwon Yeo-sun (1965-), écrivaine
- Lee Dong-heon dit Dongheon (1995-), idol de K-pop (VERIVERY)
- Lee Elijah (1990-), actrice
- Lee Jae-myung (1964-), homme politique
- Park Ki-woong (1985-), acteur
- Park So-yeon dit Soyeon (1987-), idol de K-pop (T-ara) et actrice
- Yoo An-jin (1941-), poète, critique et professeure